# Giovanni Marchese
Pour les articles homonymes, voir Marchese.
Giovanni Marchese (né le 17 octobre 1984 à Caltanissetta, dans la province du même nom, en Sicile),  est un footballeur italien, évoluant au poste de défenseur.

## Biographie
Latéral gauche de formation, Giovanni Marchese fait ses premiers pas de footballeurs au Torino FC. Cantonné longtemps à l'équipe réserve, il fait ses véritables débuts en tant que professionnel lors de la saison 2003-04, le 21 avril 2004, à 19 ans, lors d'un match de Serie B contre Vicenza (1-1). Il sera dès lors, et jusqu'à la fin de la saison, utilisé avec une certaine régularité (7 matchs, 0 buts). Le club termine à une mauvaise 12e place. Miné par des problèmes sociétaires et financiers, son contrat est rompu à la fin de la saison. Marchese va alors rebondir à Treviso, toujours en Serie B. Sous la direction de Giuseppe Pillon, Marchese va être utilisé avec constance, participant à 31 matchs de championnat. L'équipe, 4e, gagne son billet pour les play-off. Battu en demi-finale par Perugia (0-1, 0-2), le club va profiter de la condamnation sportive du Genoa CFC ainsi que de la non-inscription au championnat du Torino FC et de Perugia pour obtenir sa première montée en Serie A. Il effectue dans la foulée son premier match en équipe d'Italie espoirs.
Remarqué par sa régularité sur le terrain, il signe pour la saison 2005-06 au Chievo Vérone, en Serie A, où il retrouve son entraîneur de Treviso Giuseppe Pillon. Il ne trouve toutefois absolument pas de temps de jeu et part en prêt lors du mercato d'hiver au Catania, en Serie B. Ce retour en terre natale est salutaire pour le jeune latéral qui dispute 14 matchs et obtient une montée inattendue en Serie A, sa deuxième consécutive personnelle, le club terminant sur la deuxième marche du podium. Il participe aussi à deux matchs qualificatifs pour le Championnat d'Europe de football espoirs 2006 mais il ne sera pas sélectionné dans le groupe qui disputera la compétition. À l'été 2006, il retourne au Chievo Vérone qui, fort d'un championnat surprenant, a obtenu la 4e place qualificative pour le tour préliminaire de la Ligue des champions.
L'élimination de son club en Ligue des champions pour la saison 2006-07 l'amène toutefois à disputer son premier match européen lors du premier tour de la Coupe de l'UEFA, lors de la double confrontation perdue contre les Portugais du Sporting Clube de Braga (0-2, 2-1). En championnat, le retour de Luigi Del Neri à la tête de l'équipe ne changera pas le début de saison négatif de l'équipe : 18e finalement, le club sera relégué. Marchese participe à 8 matchs de championnat, faisant ainsi ses débuts en Serie A le 10 septembre 2006 lors du match contre l'AC Sienne (1-2). Malgré la relégation, Giovanni Marchese reste au club pour la saison 2007-08 : il participe à 11 matchs avant d'être prêté lors du mercato d'hiver à l'AS Bari, toujours en Serie B. Là, Marchese est titulaire : il joue 19 matchs et marque son premier but en tant que professionnel. Le club termine à la 11e place du championnat. Alors que le Chievo Vérone est sacré champion de Serie B et donc promu, Marchese est prêté pour la saison 2008-09 à la Salernitana, fraîchement promu en Serie B. Il est titulaire sur le côté gauche, joue 34 matchs et s'offre un but en Coupe d'Italie. Le club, 14e, obtient son maintien. 
À l'orée de la saison 2009-10, il est prêté avec option d'achat à Catania, où il avait déjà évolué lors de la deuxième moitié de saison 2005-06. Il rentre dans l'opération qui envoie Gennaro Sardo à Vérone. Après un début de saison très prometteur, le joueur se blesse aux ligaments croisés antérieurs du genou gauche en novembre. Il doit se faire opérer et rester sur la touche 6-7 mois. Il ne fera son retour dans le groupe qu'au mois d'avril. Il aura joué au total seulement 3 matchs dans la saison, tous en tant que titulaire. Le club néanmoins se sauvera avec plusieurs journées d'avance.

## Clubs
- 2003-2004 : Torino FC
- 2004-2005 : Trévise FC
- 2005-2006 : Chievo Vérone
- 2006- : Calcio Catane
- 2006-2008 : Chievo Vérone
- 2008- : AS Bari
- 2008-2009 : Salernitana Calcio
- 2009-2013 : Calcio Catane
- 2013-2016 : Genoa CFC
- depuis 2017 : Calcio Catane

## Palmarès
- Champion de Serie B en 2008 avec le Chievo Vérone.